# بخش حیفا
بخش حیفا (به عبری: נפת חיפה،‌ نَفَت خِیْفا)(به عربی: قضاء حیفا) یکی از بخش‌های اسرائیل است که در شمال این کشور و استان حیفا واقع است. مرکز این بخش، شهر حیفا است.